# BSND
El síndrome de Bartter infantil con sordera neurosensorial (Barttin), también conocido como BSND, es un gen humano que se asocia con el síndrome de Bartter. 
Este gen codifica una subunidad beta esencial para los canales de cloruro de CLC. Estos canales heteroméricos se localizan en las membranas basolaterales de los túbulos renales y en los epitelios secretores de potasio del oído interno. Las mutaciones en este gen se han asociado con el síndrome de Bartter con sordera neurosensorial. 

## Otras lecturas
- Birkenhäger R, Otto E, Schürmann MJ (2001). «Mutation of BSND causes Bartter syndrome with sensorineural deafness and kidney failure.». Nat. Genet. 29 (3): 310-4. PMID 11687798. S2CID 5892001. doi:10.1038/ng752.
- Estévez R, Boettger T, Stein V (2001). «Barttin is a Cl− channel beta-subunit crucial for renal Cl− reabsorption and inner ear K+ secretion.». Nature 414 (6863): 558-61. Bibcode:2001Natur.414..558E. PMID 11734858. S2CID 4407807. doi:10.1038/35107099.
- Waldegger S, Jeck N, Barth P (2003). «Barttin increases surface expression and changes current properties of ClC-K channels.». Pflügers Arch. 444 (3): 411-8. PMID 12111250. S2CID 8546107. doi:10.1007/s00424-002-0819-8.
- Strausberg RL, Feingold EA, Grouse LH (2003). «Generation and initial analysis of more than 15,000 full-length human and mouse cDNA sequences.». Proc. Natl. Acad. Sci. U.S.A. 99 (26): 16899-903. Bibcode:2002PNAS...9916899M. PMC 139241. PMID 12477932. doi:10.1073/pnas.242603899.
- Miyamura N, Matsumoto K, Taguchi T (2003). «Atypical Bartter syndrome with sensorineural deafness with G47R mutation of the beta-subunit for ClC-Ka and ClC-Kb chloride channels, barttin.». J. Clin. Endocrinol. Metab. 88 (2): 781-6. PMID 12574213. S2CID 28041186. doi:10.1210/jc.2002-021398.
- Hayama A, Rai T, Sasaki S, Uchida S (2004). «Molecular mechanisms of Bartter syndrome caused by mutations in the BSND gene.». Histochem. Cell Biol. 119 (6): 485-93. PMID 12761627. S2CID 24080298. doi:10.1007/s00418-003-0535-2.
- Gerhard DS, Wagner L, Feingold EA (2004). «The status, quality, and expansion of the NIH full-length cDNA project: the Mammalian Gene Collection (MGC).». Genome Res. 14 (10B): 2121-7. PMC 528928. PMID 15489334. doi:10.1101/gr.2596504.
- Embark HM, Böhmer C, Palmada M (2005). «Regulation of CLC-Ka/barttin by the ubiquitin ligase Nedd4-2 and the serum- and glucocorticoid-dependent kinases.». Kidney Int. 66 (5): 1918-25. PMID 15496163. doi:10.1111/j.1523-1755.2004.00966.x.
- García-Nieto V, Flores C, Luis-Yanes MI (2006). «Mutation G47R in the BSND gene causes Bartter syndrome with deafness in two Spanish families.». Pediatr. Nephrol. 21 (5): 643-8. PMID 16572343. S2CID 24786634. doi:10.1007/s00467-006-0062-1.
- Ozlu F, Yapicioğlu H, Satar M (2006). «Barttin mutations in antenatal Bartter syndrome with sensorineural deafness.». Pediatr. Nephrol. 21 (7): 1056-7. PMID 16773427. S2CID 13158377. doi:10.1007/s00467-006-0108-4.
- Scholl U, Hebeisen S, Janssen AG (2006). «Barttin modulates trafficking and function of ClC-K channels.». Proc. Natl. Acad. Sci. U.S.A. 103 (30): 11411-6. Bibcode:2006PNAS..10311411S. PMC 1544099. PMID 16849430. doi:10.1073/pnas.0601631103.

- Datos: Q18032616